# Société de transport de Lévis
La Société de transport de Lévis, aussi connue sous le nom STLévis, est une société de  transport en commun municipale desservant principalement le territoire de la ville de Lévis et la municipalité de Saint-Lambert-de-Lauzon, au Québec. Certains parcours se rendent aussi à Québec, sur la rive opposée du fleuve Saint-Laurent. 
Établie en 2002 en vertu de la Loi sur les sociétés de transport en commun (RLRQ, c. S-30.01), la société exploite un réseau de transport en commun régulier et gère un service de transport adapté. En 2019, l'achalandage de la STLévis a augmenté de 3% pour se situer à 5 047 135 de déplacements.

## Historique
Le 24 novembre 1946, les tramways utilisés depuis 1902 sont remplacés par des autobus. L'entreprise Lévis Tramways Company devient la Lévis Transport Company. Par la suite, en 1960, Lévis Transport Company devient Autobus Lévis inc. qui sera en fonction jusqu'en 1979. 
Après le retrait de l'entreprise privée, un organisme public de transport (OPT), la Corporation intermunicipale de transport de la Rive-Sud de Québec (CITRSQ) fut fondée en 1979 par les municipalités de Lévis, Saint-Romuald, Saint-Jean-Chrysostome et Charny. L'organisme changera de nom en 1993 pour adopter l'appellation Réseau Trans-Sud. La CITRSQ hérite d'abord des installations et du matériel roulant de l'entreprise municipalisé et opère à partir de ce garage situé sur la rue Saint-Laurent, près de la gare fluviale de Lévis jusqu'à l'inauguration d'un centre d'opération situé près du garage municipal de la rue Saint-Omer, en 1986.
Dans l'ouest du territoire, certaines municipalités de la MRC des Chutes-de-la-Chaudière (Sainte-Hélène-de-Breakeyville, Saint-Nicolas, Saint-Rédempteur, Saint-Étienne-de-Lauzon et Saint-Lambert-de-Lauzon) organisent entre elles un service à destination de Québec dans le cadre d'une Organisation municipale et intermunicipale de transport (OMIT). Par ailleurs, la municipalité de Pintendre est également dotée d'une OMIT et organise un service entre cette municipalité et le centre commercial Les Galeries Chagnon, situé au centre-ville de Lévis. Contrairement au Réseau Trans-Sud, les OMIT du territoire n'opèrent pas leurs propres flottes d'autobus et font appel à un transporteur sous-traitant. 
En 2002, le Réseau Trans-Sud a été renommé Société de transport de Lévis dans la foulée des fusions municipales de 2001. La réorganisation étend le territoire de la STLévis à l'ensemble des 10 villes fusionnées au sein de la nouvelle ville de Lévis. La Loi sur les sociétés de transport en commun prévoit de plus que la nouvelle société peut continuer la desserte de la municipalité voisine de Saint-Lambert-de-Lauzon.

## Description
La STLévis dessert une population d'un peu plus de 150 000 personnes sur une superficie de 551 km2 dans la région de Chaudière-Appalaches. En 2004, elle a effectué plus de 3 millions de déplacements et en 2006 on dénombrait 50 véhicules et 90 employés. En 2013, la STLévis a enregistré plus de 4,1 millions de déplacements, ce qui représente une augmentation de 16,3% en 6 ans. Son budget annuel se chiffre à 23,5 millions $.
Dans le cadre de sa mission, elle doit offrir un service de transport régulier et adapté aux personnes handicapées.

## Développement

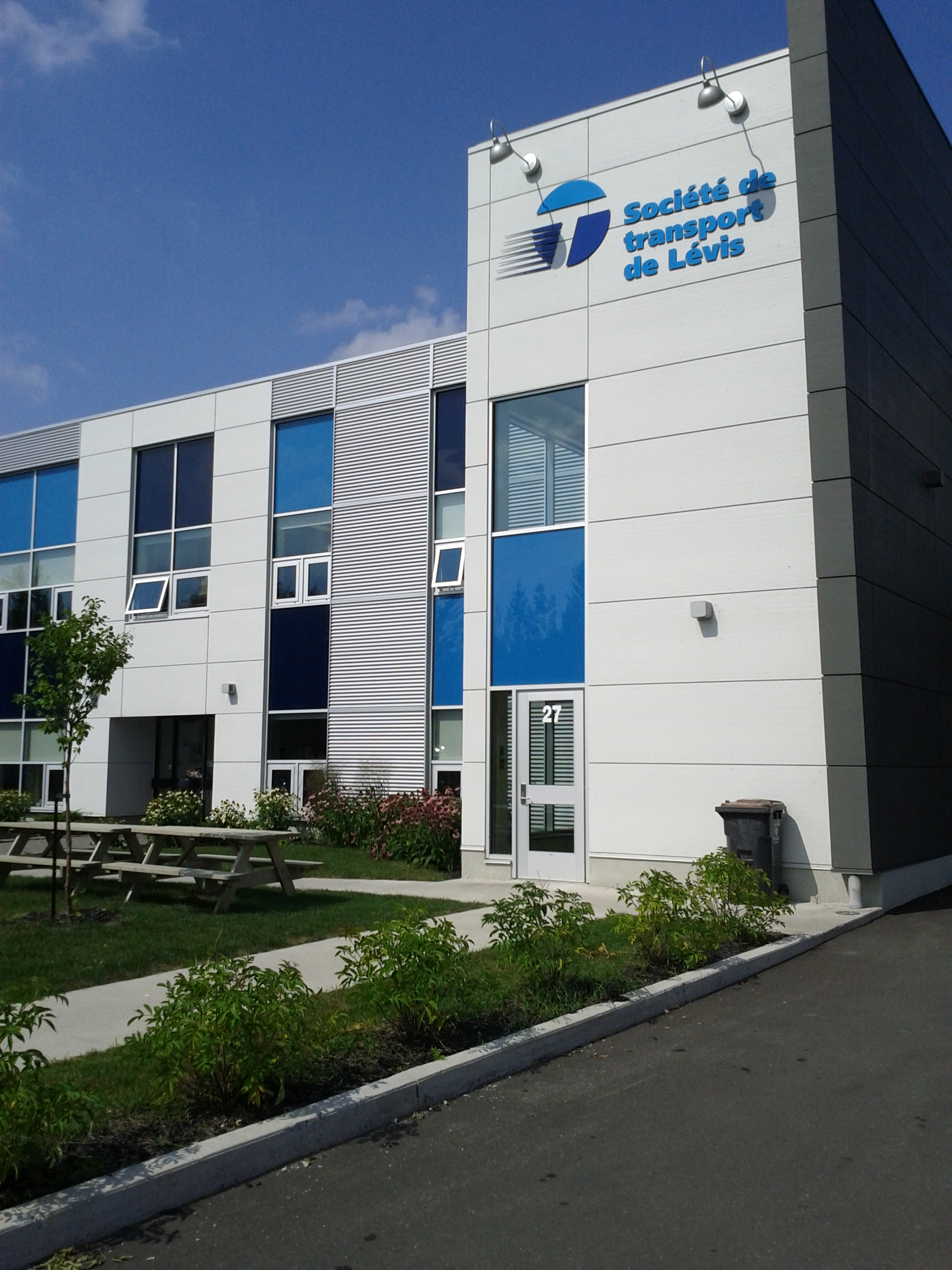
Le centre d'opérations de la Société de transport de Lévis dans l'arrondissement Desjardins a été agrandi entre 2011 et 2013.

Après une phase de consolidation, la Société entreprend de moderniser son matériel roulant, qui avait l'âge moyen le plus âgé parmi les sociétés de transport au Québec. Entre 2007 et 2012, la STLévis procède à l'achat d'une soixantaine d'autobus neufs Nova LFS, qui la place maintenant au premier rang en termes d'âge moyen de la flotte.
Depuis l'été 2011, plusieurs changements sont mis en place à la STLévis, en particulier la création des parcours Lévisien-1, 2 et 3 qui parcourent le territoire de Lévis d'est en ouest. La carte à puce Opus est introduite sur une base volontaire en septembre 2011 a définitivement remplacé les laissez-passer en carton à partir de janvier 2012.
En plus de la transition vers un nouveau réseau, qui consolidera les parcours existants dans l'est et l'ouest du territoire, le plan de développement de la Société prévoit plusieurs améliorations au service, dont la création d'une desserte à haut niveau de service dans les voies centrales sur le boulevard de la Rive-Sud. Une première phase de ce projet pourrait être construite entre la rue Saint-Omer et le boulevard Alphonse-Desjardins d'ici à 2015. 
Le réseau axial de 13 kilomètres sera mis en place par étapes, avec un coût estimé entre 260 et 275 millions $. Les différentes stations sur le parcours seront dotées de bornes de recharge électriques rapides afin de faciliter la transition vers une flotte d'autobus alimentés exclusivement à l'électricité, qui devrait s'amorcer à Lévis à compter de 2020. 
De plus, diverses infrastructures telles que les voies réservées au centre de la chaussée ou de nouveaux abribus sont également dans les plans de la STL. Le géoréférencement de tous les arrêts en plus de l'implantation d'un système d'aide à l'exploitation et d'information des voyageurs (SAEIV) sont également prévus.

## Organisation du réseau

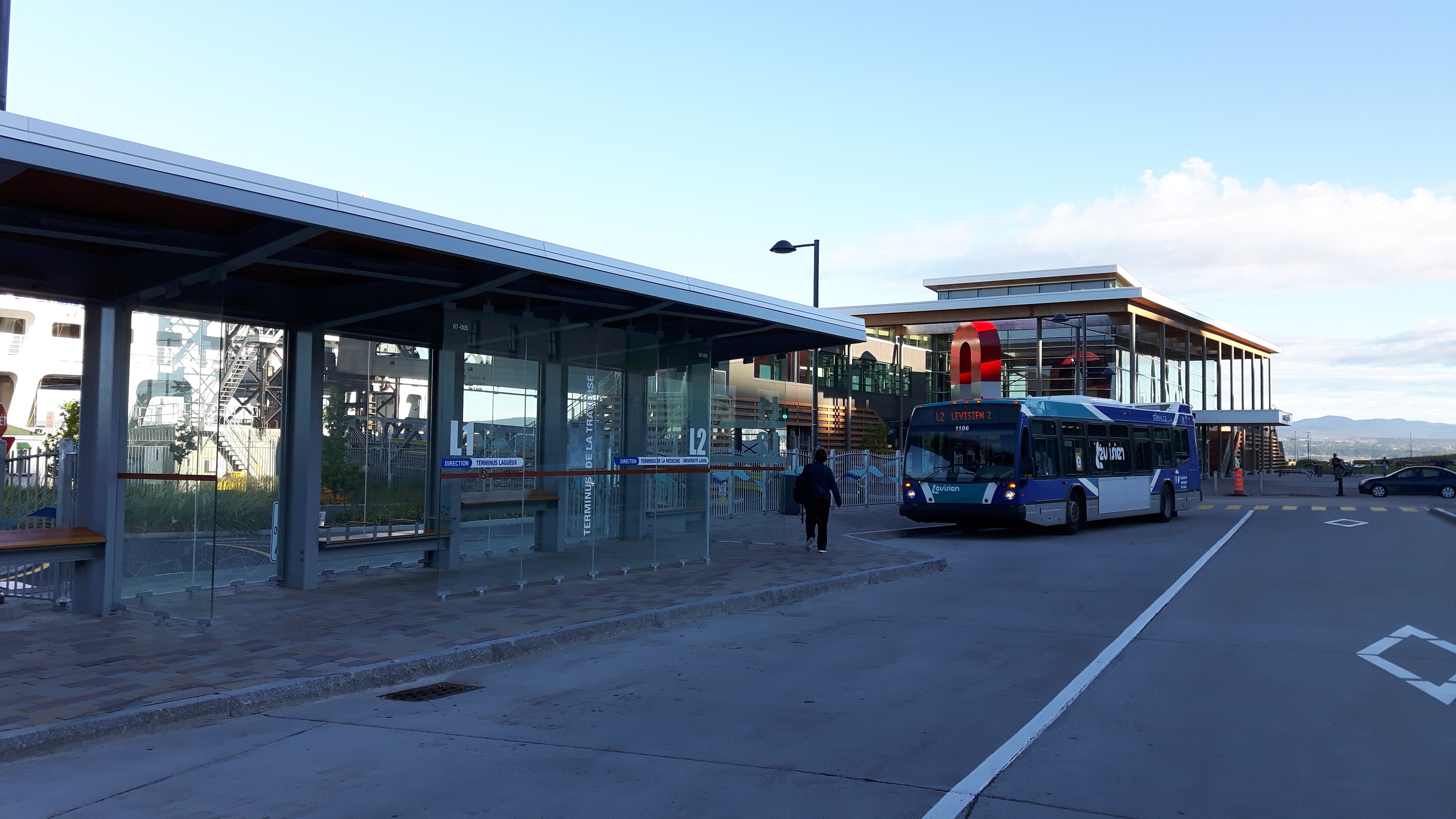
Un autobus Nova Bus LFS 2011 de la Société de transport de Lévis au nouveau terminus de la Traverse.

La Société de transport de Lévis offre un service service de transport urbain dans les différents secteurs de la ville de Lévis. Les services sont organisés autour d'un axe d'orientation est-ouest, qui est formé par le boulevard Guillaume-Couture à l'est de la rivière de la Chaudière et de la route des Rivières et de la route Lagueux à l'ouest. Depuis 2011, ces axes sont desservis par les parcours de la famille Lévisien. Les parcours Lévisien 2 et Lévisien 3 traversent le pont de Québec pour assurer la liaison avec le secteur commercial du boulevard Laurier dans le quartier Sainte-Foy de la ville de Québec en route pour le terminus de l'Université Laval.  Une série de parcours réguliers rabattent la clientèle des différents quartiers vers l'axe structurant, afin d'offrir aux voyageurs des correspondances vers l'est de Lévis, le pôle de la tête des ponts ou Québec. De manière générale, les temps de passage sont coordonnés entre les parcours effectuant les liaisons nord-sud de manière à faciliter les correspondances avec le service Lévisien.
La société propose enfin un service de taxibus pour rabattre la clientèle des secteurs les plus périphériques du territoire. De manière générale, les services taxibus opèrent selon un horaire et un trajet fixe comme les parcours réguliers du réseau; la principale différence étant que les taxibus sont opérés en sous-traitance avec des voitures taxi ou des minifourgonnettes. 

## Tarification

### Laissez-passer mensuel STLévis
| Titre                                                                  | Prix   |
| ---------------------------------------------------------------------- | ------ |
| PRIVILÈGE (23 ans et moins, Étudiants à temps plein et 65 ans et plus) | 70.80$ |
| RÉGULIER (24 ans à 64 ans)                                             | 96.40$ |

### Laissez-passer mensuel métropolitain
| Titre                                                                                     | Prix    |
| ----------------------------------------------------------------------------------------- | ------- |
| GÉNÉRAL                                                                                   | 105.00$ |
| PRIVILÈGE (23 ans et moins), ÉTUDIANT (23 ans et + à temps plein), AINÉS (65 ans et plus) | 79.00$  |

### Passage simple
| Titre                                  | Prix    |
| -------------------------------------- | ------- |
| Semaine et fin de semaine (0 à 11 ans) | Gratuit |
| En semaine (12 ans et plus)            | 3.75$   |
| Fin de semaine (12 ans et plus)        | 2.00$   |

### Carte de passage STLévis
| Titre       | Prix   |
| ----------- | ------ |
| 4 passages  | 13.00$ |
| 8 passages  | 26.00$ |
| 12 passages | 38.00$ |

## Parcours de la STLévis

### Parcours Lévisien
| NO. | NOM        | TRAJET(s) |
| --- | ---------- | --- |

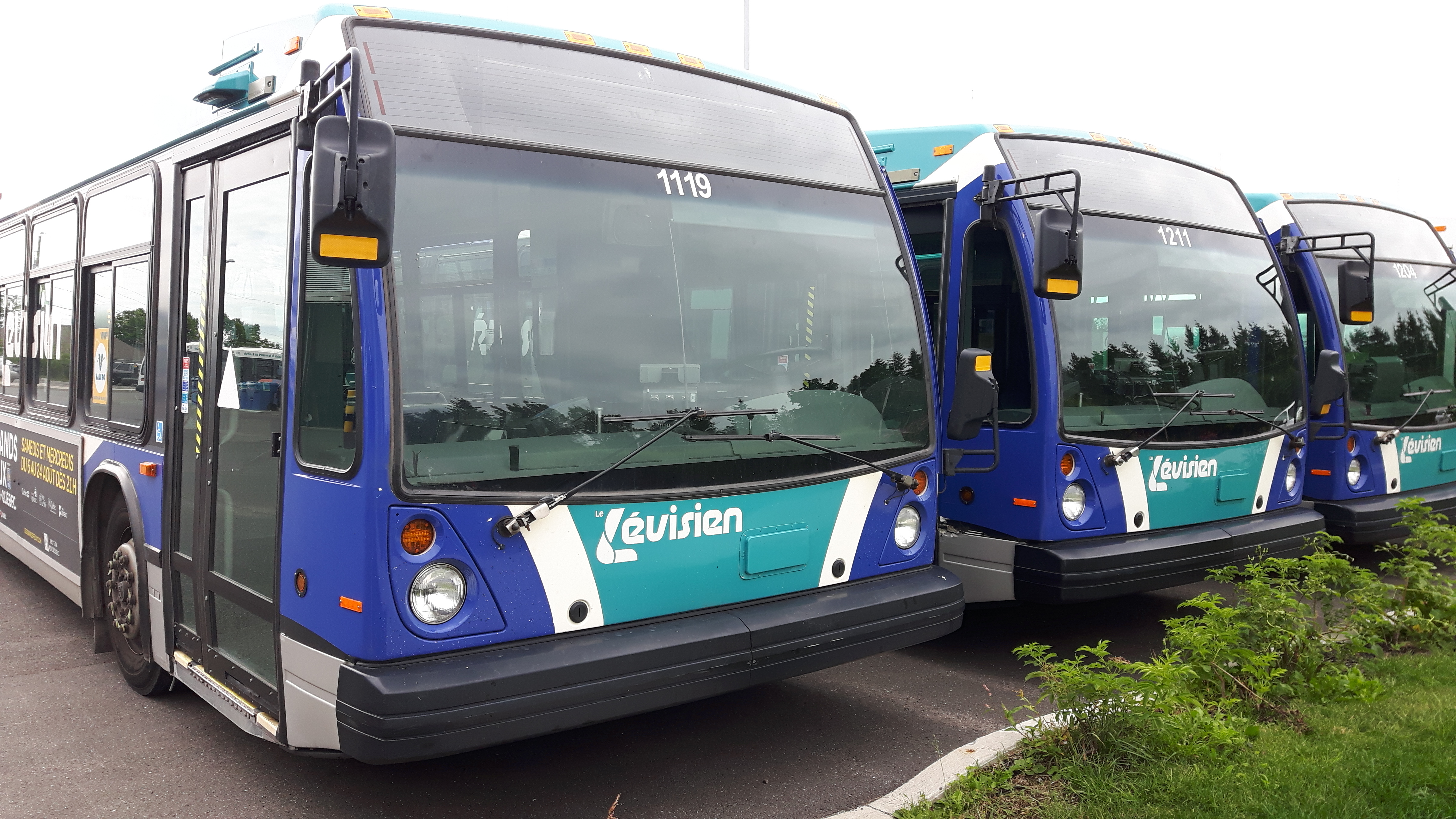
La STLévis a renouvelé son matériel roulant entre 2007 et 2012, lui permettant de disposer, en 2014, de la flotte d'autobus la plus moderne parmi les sociétés de transport du Québec.

| L1  | Lévisien-1 | - Terminus de la Traverse ↔ Terminus Lagueux (Saint-Étienne-de-Lauzon) via boulevard Guillaume-Couture et la route des Rivières (aux heures de pointe) - Station de la Concorde ↔ Terminus Lagueux (Saint-Étienne-de-Lauzon) via la route des Rivières (hors pointe et week-end) |
| L2  | Lévisien-2 | Terminus de la Traverse ↔ Terminus de la Médecine (Université Laval), via le boulevard Guillaume-Couture |
| L3  | Lévisien-3 | Terminus Lagueux (Saint-Étienne-de-Lauzon) ↔ Terminus de la Médecine (Université Laval), via la route des Rivières |

### Parcours réguliers
| NO. | TRAJET(s)                                                                                      |
| --- | ---------------------------------------------------------------------------------------------- |
| 11  | Traverse de Lévis → Hôtel-Dieu de Lévis → UQAR → Lauzon (sens horaire)                         |
| 11A | Traverse de Lévis → Lauzon → UQAR → Hôtel-Dieu de Lévis (sens antihoraire)                     |
| 15  | Pintendre ↔ Traverse de Lévis                                                                  |
| 22  | Saint-Nicolas (Bernières) ↔ Parc-relais bus des Rivières, via le chemin Olivier (en semaine)   |
| 23  | Saint-Nicolas Village ↔ Parc-relais bus des Rivières, via la route Marie-Victorin (en semaine) |
| 31  | Station de la Concorde ↔ Sainte-Hélène-de-Breakeyville (en semaine)                            |
| 34  | Saint-Romuald ↔ Station de la Concorde (en semaine)                                            |
| 35  | Station de la Concorde → Charny via De l'Eau-Vive                                              |
| 36  | Charny via Du Centre-Hospitalier → Station de la Concorde                                      |
| 37  | Station Taniata → Saint-Jean-Chrysostome via Taniata                                           |
| 38  | Saint-Jean-Chrysostome via Vanier → Station Taniata                                            |

### Parcours limités
| NO. | TRAJET(s) |
| --- | --- |
| 13  | Rue Dorval → Hôtel-Dieu de Lévis → UQAR → Saint-David (en semaine aux heures de pointe seulement) (sens horaire)  |
| 24  | Saint-Rédempteur ↔ Parc-relais bus des Rivières (en semaine seulement)                                            |
| 39  | Charny ↔ Saint-Jean-Chrysostome via Station de la Concorde                                                        |
| 65  | Saint-Lambert-de-Lauzon ↔ Parc-relais bus des Rivières/station Presqu'Île (pont de Québec) (en semaine seulement) |

### Parcours express
| NO. | TRAJET(s) |
| --- | --- |
| ELQ | Lévis-Centre → la Colline parlementaire et la gare du Palais (En semaine, aux heures de pointe seulement)                                                                                         |
| ESQ | Saint-Jean-Chrysostome → la Colline parlementaire et la gare du Palais (En semaine, aux heures de pointe seulement)                                                                               |
| ECQ | Charny → la Colline parlementaire et la gare du Palais (En semaine, aux heures de pointe seulement)                                                                                               |
| EOQ | Saint-Étienne-de-Lauzon et Saint-Nicolas → la Colline parlementaire et la gare du Palais, via le terminus Lagueux et le parc-relais bus des Rivières (En semaine, aux heures de pointe seulement) |
| 34E | Saint-Romuald → Université Laval (en semaine, aux heures de pointe seulement) |
| 36E | Charny → Université Laval / Université Laval vers Charny (en semaine, aux heures de pointe seulement)                                                                                             |
| 37E | Saint-Jean-Chrysostome → Université Laval / Université Laval vers Saint-Jean-Chrysostome (en semaine, aux heures de pointe seulement)                                                             |
| 38E | Saint-Jean-Chrysostome → Université Laval / Université Laval vers Saint-Jean-Chrysostome (en semaine, aux heures de pointe seulement)                                                             |
| 42E | Lévis-Centre → Cégep F.-X.-Garneau (en semaine, aux heures de pointe seulement) |
| 43E | Saint-Nicolas → Cégep F.-X.-Garneau via le Parc-relais bus des Rivières (en semaine, aux heures de pointe seulement)                                                                              |

### Parcours Connexion Lévis
| Nom                                                            | Numéros                                                               |
| -------------------------------------------------------------- | --------------------------------------------------------------------- |
| Parcours Connexion St-Romuald - Juvénat Notre-Dame :           | 111, 131, 221, 222, 223, 231, 232, 233, 241, 242, 311, 351, 381, 391. |
| Parcours Connexion Marcelle-Mallet / Collège de Lévis :        | 115, 125, 126, 127, 135, 136, 155, 156, 355.                          |
| Parcours Connexion Pointe-Lévy :                               | 119, 129, 137, 139, 158.                                              |
| Parcours Connexion UQAR / Marcelle-Mallet / Collège de Lévis : | 225, 235, 245, 246, 325, 345, 375, 385, 386, 395.                     |

### Parcours taxi-bus
| NO.  | TRAJET(s) |
| ---- | --- |
| T-1  | Chemin des Iles → Lévis - correspondance avec L1 et L2 (en semaine, aux heures de pointe seulement)                            |
| T-2  | Rue Saint-Laurent → Traverse de Lévis - correspondance avec L1, L2, 11, 15 et 27R (en semaine, aux heures de pointe seulement) |
| T-11 | Pointe de la Martinière → Lévis - correspondance avec 11 (en semaine, aux heures de pointe seulement)                          |
| T-13 | Station des Rubis ↔ Terminus de la Traverse (en semaine)                                                                       |
| T-15 | Pintendre ↔ Station Galeries-Chagnon (fin de semaine)                                                                          |
| T-22 | Saint-Nicolas (Bernières) → Parc-relais bus des Rivières, via le chemin Olivier (remplace le 22 la fin de semaine)             |
| T-24 | Saint-Rédempteur ↔ Station Plante (en semaine)                                                                                 |
| T-31 | Station de la Concorde → Sainte-Hélène-de-Breakeyville (fin de semaine)                                                        |
| T-33 | Sainte-Hélène-de-Breakeyville ↔ Vieux Chemin (en semaine)                                                                      |
| T-34 | Saint-Romuald ↔ Station de la Concorde (fin de semaine)                                                                        |
| T-65 | Saint-Lambert-de-Lauzon ↔ Secteur des Éperviers (Saint-Lambert-de-Lauzon) (en semaine seulement)                               |
| T-66 | Saint-Lambert-de-Lauzon ↔ Saint-Augustin (Sainte-Hélène-de-Breakeyville) / Vieux Chemin                                        |

## Statistiques

### Achalandage
- Statistiques de 2020
  - 161 000 déplacements en transport adapté durant l'année
  - 13 000 personnes déplacées par jour[12]